# Сент-Ульф
Сент-Ульф (фр. Saint-Oulph) — коммуна во Франции, находится в регионе Шампань — Арденны. Департамент — Об. Входит в состав кантона Мери-сюр-Сен. Округ коммуны — Ножан-сюр-Сен.
Код INSEE коммуны — 10356.
Коммуна расположена приблизительно в 120 км к востоку от Парижа, в 65 км юго-западнее Шалон-ан-Шампани, в 29 км к северо-западу от Труа.

## Население
Население коммуны на 2008 год составляло 209 человек.
| 1962 | 1968 | 1975 | 1982 | 1990 | 1999 | 2008 |
| ---- | ---- | ---- | ---- | ---- | ---- | ---- |
| 159  | 170  | 147  | 169  | 173  | 192  | 209  |

## Администрация
| Период | Период | Фамилия         | Партия | Примечания |
| ------ | ------ | --------------- | ------ | ---------- |
| 2001   | 2008   | Жоэль Сербурс   |        |            |
| 2008   |        | Кристиан Бонньо |        |            |

## Экономика
В 2007 году среди 122 человек в трудоспособном возрасте (15—64 лет) 99 были экономически активными, 23 — неактивными (показатель активности — 81,1 %, в 1999 году было 72,7 %). Из 99 активных работали 90 человек (43 мужчины и 47 женщин), безработных было 9 (6 мужчин и 3 женщины). Среди 23 неактивных 6 человек были учениками или студентами, 10 — пенсионерами, 7 были неактивными по другим причинам.